# Temps Ordinari
El Temps Ordinari (o temps durant l'any) és la part de l'any litúrgic cristià diferent dels anomenats Temps Forts: Advent, Nadal, Quaresma i Pasqua.

## Definició
Se sol definir com "el temps en què Crist es fa present i guia la seva Església pels camins del món"; un temps menor o un temps no fort. A l'any litúrgic s'anomena temps ordinari al temps que no coincideix ni amb la Pasqua i la seva Quaresma, ni amb el Nadal i el seu Advent.
Són trenta-tres o trenta-quatre setmanes en el transcurs de l'any, en què no se celebra cap aspecte particular del Misteri de Crist. És el temps més llarg, quan la comunitat de batejats és cridada a aprofundir en el Misteri pasqual i a viure'l en el desenvolupament de la vida de cada dia. Per això les lectures bíbliques de les misses són de gran importància per a la formació cristiana de la comunitat. Aquestes lectures no es fan per complir amb un cerimonial, sinó per conèixer i meditar el missatge de salvació apropiat a totes les circumstàncies de la vida.
El Temps Ordinari de l'any comença el dilluns que segueix el diumenge després del sis de gener i s'allarga fins al dimarts anterior a Quaresma, inclusiu, es reprèn el dilluns després del diumenge de Pentecosta i finalitza abans de les primeres vespres del primer diumenge d'Advent.
Les dates varien cada any, car es té en compte els calendaris religiosos antics que estaven determinats per les fases lunars, sobretot per fixar la data de Divendres Sant, dia de la Crucifixió de Jesús. A partir d'aquí s'estructura tot l'any litúrgic.

## El color litúrgic
A l'Església Cristiana no tots els membres s'encarreguen del mateix ministeri. Aquesta diversitat de ministeris es manifesta exteriorment en la celebració de l'Eucaristia per la diferència de les vestimentes sagrades que, per tant, han de sobresortir com un signe del servei propi de cada ministre. El sacerdot, en el Temps Ordinari, empra la casulla de color verda a la missa, sobretot diumenge, tret dels dies festius i dels màrtirs. La diversitat de colors en les vestimentes sagrades pretén expressar, amb més eficàcia, encara exteriorment, tant el caràcter propi dels misteris de la fe que se celebren, com el sentit progressiu de la vida cristiana en el transcurs de l'any litúrgic. El color verd es fa servir en els oficis i a les misses del Temps Ordinari. El verd és símbol de l'esperança, quan tot floreix, reverdeix i es renova.